# Jerzy Jóźwiak
Jerzy Jóźwiak (* 18. August 1939 in Maidières; † 13. September 1982 in Bytom) war ein polnischer Fußballspieler und Nationalspieler.

## Karriere

### Vereine
Jóźwiak spielte in seiner Jugendzeit zuletzt für die U19-Mannschaft von Polonia Bytom, bevor er zur Spielzeit 1958 in die Erste Mannschaft aufrückte. Während seiner elf Jahre währenden Vereinszugehörigkeit – durchgehend in der 1. Liga – gewann er 1962 die Meisterschaft und erreichte 1964 das Finale um den nationalen Vereinspokal, das erst nach Verlängerung in Warschau gegen Legia Warschau verloren wurde.
Auf internationaler Vereinsebene bestritt er für seine Mannschaft im Wettbewerb um den Europapokal der Landesmeister in der Saison 1958/59 die beiden Erstrundenspiele gegen den MTK Budapest FC sowie in der Saison 1962/63 die beiden Erstrundenspiele gegen Panathinaikos Athen, danach die beiden Achtelfinalspiele gegen Galatasaray Istanbul, wobei ihm im ersten und vierten Einsatz jeweils ein Tor gelang.
Auf internationaler Vereinsebene gewann er mit seiner Mannschaft den Wettbewerb um den International Football Cup bzw. die Internationale Meisterschaft. Bei der 4. Austragung 1964/65 ging seine Mannschaft als Sieger aus der Gruppe C3 – eine von elf Gruppen à vier Mannschaften – hervor und gelangte über ein Freilos in der 1. Runde ins Viertelfinale.  In diesem setzte sich seine Mannschaft gegen den SC Karl-Marx-Stadt nach Hin- und Rückspiel mit dem Gesamtergebnis von 4:3 durch, wie auch gegen den RFC Lüttich im Halbfinale mit dem Gesamtergebnis von 3:2. Ein Jahr zuvor, bei der 3. Austragung 1963/64, als er in elf Spielen eingesetzt wurde und vier Tore erzielte, gelangte er ebenfalls ins Finale, das jedoch im Wiener Stadion Hohe Warte am 25. Mai 1964 mit 0:1 gegen Slovnaft Bratislava verloren wurde.
Im Hinspiel des Finales am 9. Juni 1965 gegen den SC Leipzig im Zentralstadion schien bei der 0:3-Niederlage der Pokalgewinn in weite Ferne gerückt zu sein, zumal er mit seiner Mannschaft im Rückspiel eine Woche später im heimischen Edward-Szymkowiak-Stadion bereits nach 20 Minuten mit 0:1 zurücklag. Ein Eigentor drei Minuten später und zwei Tore der eigenen Mannschaft vor der Halbzeitpause ließen Hoffnung aufkommen. Jan Banaś und Norbert Pogrzeba, seine Mitspieler, sorgten mit Toren in der 70. und 88. Minute für die endgültige Entscheidung, verbunden mit dem Titelgewinn. Bei der ersten Austragung des Wettbewerbs um den Intertoto-Cup 1967, der in zwölf Gruppen à vier Mannschaften (ohne K.-o.-Runde) ausgetragen wurde, bestritt er fünf von sechs Spielen der Gruppe B3, in denen er in drei Spielen vier Tore erzielte.
In der von 1960 bis 1965 in den Vereinigten Staaten anfangs bestehenden Fußballliga, die International Soccer League, nahm er mit seiner Mannschaft im Jahr 1965 ebenfalls teil. Nach zwei Meisterschaften südamerikanischer und drei europäischer Mannschaften, zuletzt Zagłębie Sosnowiec 1964 aus Polen,  gewann auch er und Polonia Bytom die ISL-Meisterschaft.
Seine Spielerkarriere ließ er in der Zeit von 1969 bis 1971 beim unterklassigen Verein Śląsk Świętochłowice ausklingen.

### Nationalmannschaft
Jóźwiak kam einzig am 11. Oktober 1962 in Warschau beim 1:1-Unentschieden im Freundschaftsländerspiel gegen die Nationalmannschaft Marokkos zum Einsatz.

## Erfolge
- Polnischer Meister 1962
- Zweiter Polnische Meisterschaft 1959, 1961
- Polnischer Pokal-Finalist 1964
- ISL-Sieger 1965
- IFC-Sieger 1965, -Finalist 1964